# Bni Oual
Bni Oual est une commune rurale de la province de Sidi Kacem, dans la région de Rabat-Salé-Kénitra, au Maroc. Elle ne dispose pas de centre urbain.
La commune rurale de Bni Oual est située au sein du caïdat d'Aïn Dfali, lui-même situé au sein du cercle de Tilal Al Gharb puis devenant le cercle de Had Kourt après le décret du 11 juin 2009, avant de reprendre l’appellation de 2008 à la suite du décret du 17 mars 2010.
Elle a connu, de 1994 à 2004 (années des derniers recensements), une baisse de population, passant de 10 014 à 8 480 habitants.